# Université Claude-Bernard-Lyon-I
 (octobre 2023).
Pour les articles homonymes, voir Claude Bernard (homonymie) et Lyon I.
L'université Claude-Bernard-Lyon-1 (ou parfois UCBL) est une université française spécialisée dans les domaines des sciences et technologies, de la santé et des sciences du sport. Elle a été créée officiellement en 1971 par le regroupement de la faculté des sciences de Lyon, fondée en 1808, et de la faculté de médecine, fondée en 1874. Elle doit son nom au physiologiste Claude Bernard. Depuis 2007, elle fait partie de la communauté d'universités et établissements Université de Lyon. En 2020, elle cofonde avec 9 autres universités, l’association d’universités Udice qui rassemble dix grandes universités de recherche française.
Bien que multi-localisée, les bâtiments principaux de l'université sont situés sur le campus de la Doua à Villeurbanne et dans le 8e arrondissement de Lyon (campus Rockefeller et la Buire).

## Historique

### Origines
Le décret du 17 mars 1808 crée les académies dont celle de Lyon, ainsi que les facultés lyonnaises des sciences et des lettres ; la faculté mixte de médecine et de pharmacie est créée par la loi du 8 novembre 1874. La faculté des sciences s'installe quai Claude-Bernard en 1883 dans les locaux de l’actuelle université Lumière Lyon 2 puis fusionne avec les autres facultés lyonnaises en 1885. La loi du 10 juillet 1896 donne naissance à l'université de Lyon. En 1930, la faculté de médecine s'installe sur le domaine Rockefeller ; la faculté de sciences s'installe à la Doua en 1963.

### Création de l'université Lyon 1
| \| La Doua Rockefeller Gratte-ciel La Buire Observatoire de Lyon Centre hospitalier Lyon Sud Inspé du Rhône \| Localisation des campus et sites excentrés de l'université dans le Grand Lyon. |
| La Doua Rockefeller Gratte-ciel La Buire Observatoire de Lyon Centre hospitalier Lyon Sud Inspé du Rhône                                                                                      |

Université Lyon-I à Gerland : l'Institut de science financière et d'assurances.

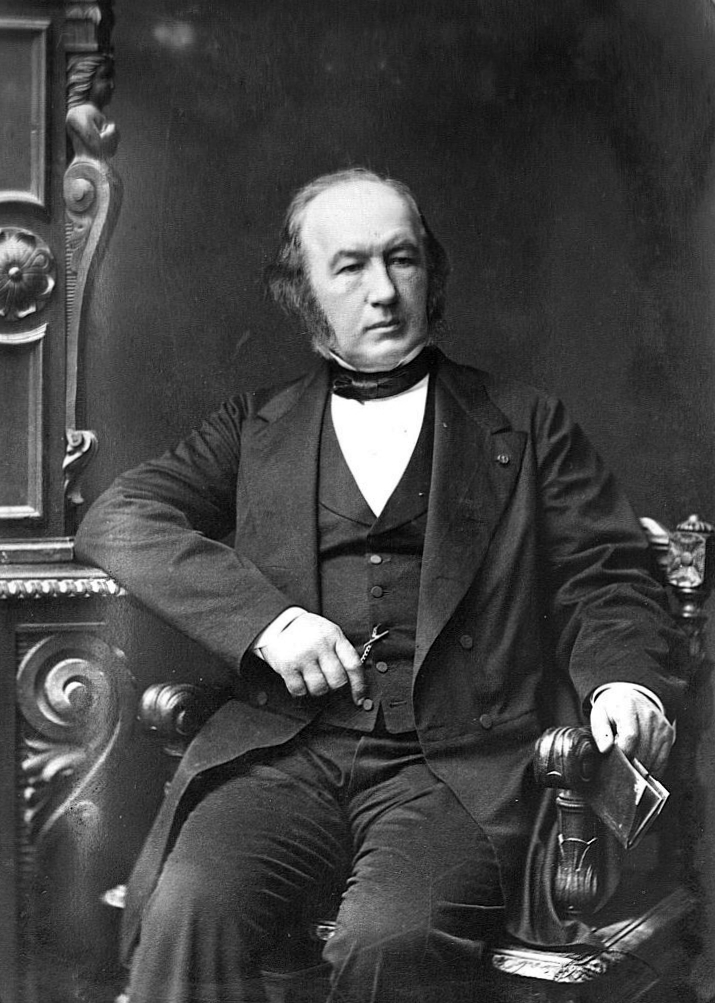
Claude Bernard.

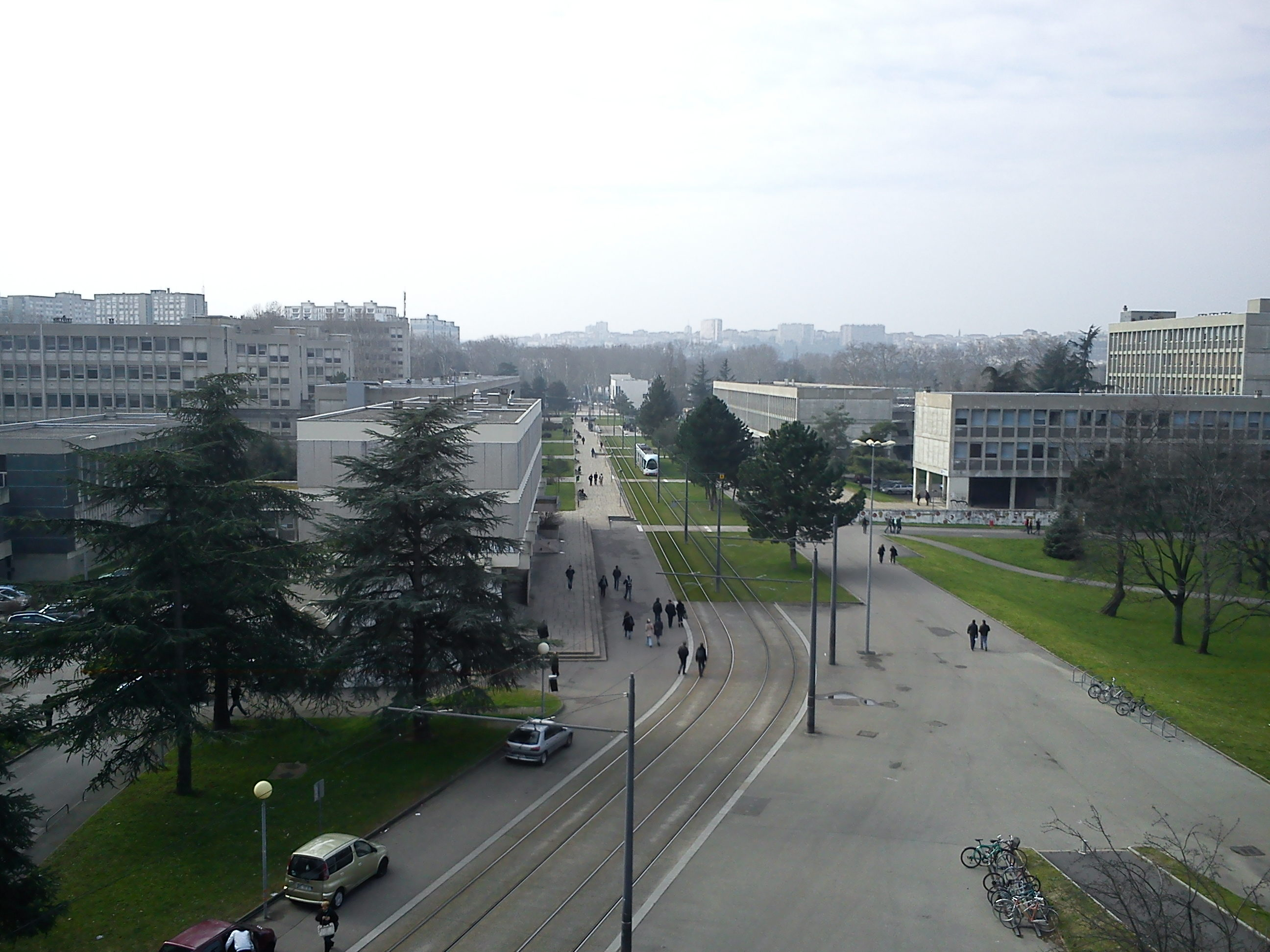
Campus de la Doua.

L'université Claude-Bernard (Lyon 1) est créée par décret le 8 décembre 1970. Elle comprend en quelques années plusieurs sites (première période de développement) : Rockefeller (faculté de médecine installée dès 1930, originellement la faculté de médecine Grange-Blanche), aujourd'hui accueillant l'UFR de médecine Lyon Est, l'Institut des sciences pharmaceutiques et biologiques), le campus de la Doua (faculté des sciences et sport qui s'installe entre 1963 et 1964 sur l'ancien hippodrome du Grand Camp de Villeurbanne), Lyon Sud (faculté de médecine créée en 1970), le domaine de la Buire (UFR de médecine RTH Laënnec et d'odontologie, édifiée en 1974, anciennement nommée Alexis Carrel), l'observatoire de Lyon installé sur la commune de Saint-Genis-Laval (établissement créé en 1878 et rattaché à l'université en juin 1899) et le site de la station de biologie marine de Tamaris-sur-Mer (près de Toulon, La Seyne-sur-Mer), fondée en 1890.
Depuis son origine, l'université Claude-Bernard Lyon-1 s'enrichit en sites en même temps que se développent les laboratoires de recherche (aujourd'hui plus d'une centaine) et le nombre des étudiants qui viennent s'y former (plus de 36 000 en 2011). Les sites de la deuxième période de développement sont ceux de la rue de France à Villeurbanne (IUT B), de Bourg-en-Bresse qui accueille deux départements de l'IUT A, de Roanne, de Gerland qui abrite depuis 2005 l'Institut de science financière et d'assurances.
Avec l'arrivée de la réforme LRU (Loi Relative aux libertés et responsabilités des Universités), les ESPE de Saint-Étienne, Lyon Croix-Rousse, Villeurbanne et Bourg-en-Bresse ont rejoint l'université en tant que composantes.
Le 24 septembre 2008, l’un des bâtiments de l’administration centrale (ex-Présidence) de l'université a été baptisé du nom de Julie-Victoire Daubié, première femme française bachelier en 1861. C'est l'université de Lyon qui, en pionnière, avait osé autoriser une femme à se présenter à l'épreuve.
En 2011, elle est constituée de 14 sites dans la région (443 000 mètres carrés de surface), forte de 2 630 enseignants chercheurs et enseignants, ainsi que 2 000 personnels BIATOSS. L'université se targue ainsi d'être l'un des premiers employeurs publics
 de la région Rhône-Alpes.

### Les présidents de l’université Lyon-1
Depuis la création de l’université, quatorze  présidents se sont succédé à la tête de l’établissement. Le président actuel de l’université est Bruno Lina. Il succède à Frédéric Fleury,  dont les deux mandats ont été critiqués du fait d'une gestion jugée par certains opaque et dispendieuse.
| Identité                                              | Période           | Période          | Durée              |
| Identité                                              | Début             | Fin              | Durée              |
| ----------------------------------------------------- | ----------------- | ---------------- | ------------------ |
| Jacques Boidin (1922 - 2013)                          | 1971              | 1977             | 6 ans              |
| Daniel Germain (1926 - 2022)                          | 1976              | 1981             | 5 ans              |
| Louis David (1927 - 2016)                             | 1981              | 1982             | 1 an               |
| Par intérim : Claude Dupuy de Crescenzo (1935 - 2018) | 1982              | 1986             | 4 ans              |
| Paul Zech (d) (1932 - 1998)                           | 1986              | 1991             | 5 ans              |
| Gérard Fontaine (1938 - 2018)                         | 1991              | 1996             | 5 ans              |
| Marc Dechavanne (né en 1939)                          | 1996              | 2001             | 5 ans              |
| Domitien Debouzie (1948 - 2006)                       | 2001              | 2006             | 5 ans              |
| Lionel Collet (né en 1954)                            | 2006              | 2011             | 5 ans              |
| Alain Bonmartin (d) (1948 - 2016)                     | 2011              | 2012             | 1 an               |
| François-Noël Gilly (né en 1955)                      | 2012              | 2016             | 4 ans              |
| Frédéric Fleury (d) (né en 1965)                      | 2016              | 30 novembre 2024 | 8 ans              |
| Luc Johann (d), (né en 1963)                          | 1er décembre 2024 | 20 mars 2025     | 3 mois et 19 jours |
| Bruno Lina (d) (né en 1961)                           | 20 mars 2025      | En cours         | 3 mois et 15 jours |

## Organisation
L'université est dirigée par un président élu pour quatre ans, assisté par une équipe présidentielle. La modification des statuts de l'université, proposée au Conseil d'administration le 22 mars 2016, élit les responsables de l'équipe de gouvernance suivants :
- le président du Conseil académique, Bruno Lina ;
- le vice-président du Conseil d'administration (CA), Sandrine Charles ;
- le vice-président de la Commission de la formation et de la vie universitaire, Julie-Anne Chemelle ;
- le vice-président de la Commission de la recherche, Arnaud Brioude ;
- les deux vice-présidents étudiants du conseil d’Administration et du conseil académique ;
- des vice-présidents délégués pour un domaine particulier ;
- des chargés de missions pour un domaine particulier ;
- le directeur général des services (DGS), Pierre Rolland, responsable de la gestion et de l'administration.

Le Conseil d'administration comprend 28 membres. Il définit la politique générale de l'université, vote le budget et prend les décisions importantes sur la gestion.

## Composantes
L'université compte six unités de formation et de recherche (ou facultés), trois instituts, quatre écoles, et trois départements indépendants.

### Unités de formation et de recherche
- La faculté de médecine Lyon-Est (d), dirigée par le doyen Gilles Rode (2016), est chargée du Parcours d'Accès Spécifique Santé (PASS (anciennement PACES), conduisant aux cursus de médecine, pharmacie, odontologie, maïeutique et kinésithérapie. Au-delà de la première année, elle assure la formation en médecine. Elle a également un pôle en sciences infirmières.
- La faculté de médecine et de maïeutique Lyon-Sud - Charles-Mérieux, dirigée par le doyen Philippe Paparel assure les mêmes formations de médecine et de maïeutique après l'année de PASS. Elle est située sur la commune d'Oullins-Pierre-Bénite.
- La faculté d'odontologie (d), dirigée par le doyen Jean-Christophe Maurin, est structurée en trois départements[18].
- La faculté des sciences, dirigée par Olivier Dezellus, est structurée en trois départements : chimie, mathématiques et physique.
- L'UFR Biosciences, dirigée par Kathrin Gieseler
- L'UFR des Sciences et Techniques des Activités Physiques et Sportives (UFR STAPS), dirigée par Guillaume Bodet, chargé des formations dans le domaine des activités physiques et sportives.

### Instituts
- Institut des sciences pharmaceutiques et biologiques (ISPB)
- Institut de pharmacie industrielle de Lyon (IPIL), rattaché à l'ISPB
- Institut des sciences et techniques de réadaptation (ISTR) assure les formations paramédicales qui permettent l’obtention des diplômes suivants :
  - Certificat de capacité d’orthophonie (5 ans d'études)
  - Diplôme d'État de psychomotricien (3 ans d'études)
  - Diplôme d'État d’audioprothésiste (3 ans d'études)
  - Certificat de capacité d'orthoptiste (3 ans d'études)
  - Diplôme d'État d'ergothérapeute (3 ans d'études)
  - Diplôme d'État de masseur-kinésithérapeute (5 ans d'études)
- Institut universitaire de technologie de Lyon I (IUT)
- Institut médico-légal de Lyon (IML)

### Écoles
- Polytech Lyon (ex EPUL, ex ISTIL)

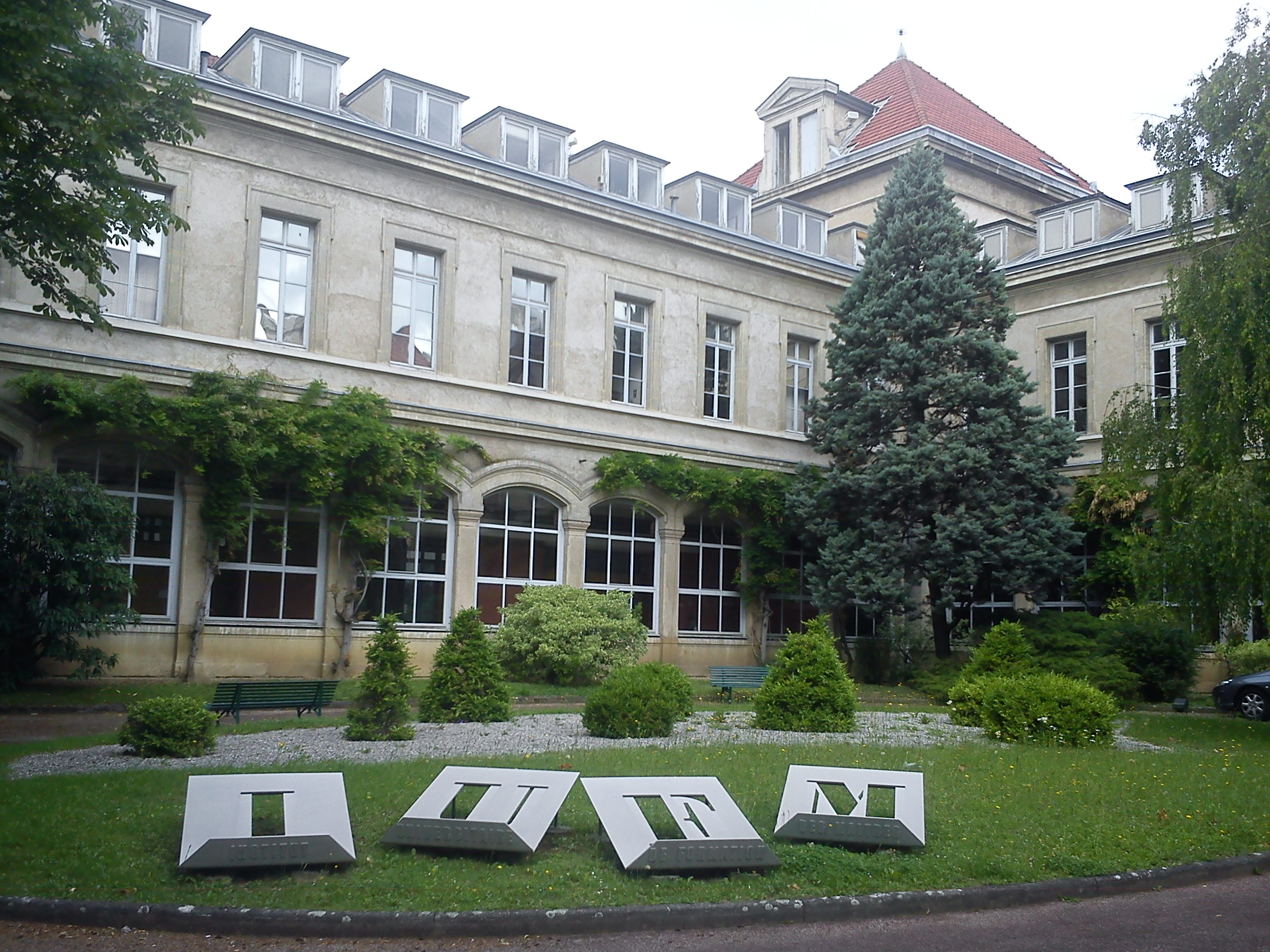
ESPE de Lyon Croix-Rousse.

- Institut de science financière et d'assurances (ISFA)
- Institut national supérieur du professorat et de l'éducation (INSPE, ex-ESPE)
- Observatoire de Lyon

### Département
- Département composante Informatique
- Département composante Mécanique
- Département composante génie électrique

L'université est en outre associée avec l'école d'ingénieur CPE Lyon par un décret d'association d’août 2015, qui est domiciliée au sein du campus de la Doua.

## Formation et recherche

### Enseignement
Elle accueille chaque année plus de 47 000 étudiants dont plus de 80 % sont inscrits dans des filières professionnalisées : Santé, I.U.T., DEUST, licences professionnelles et masters professionnels, ingénieurs. Quasiment toutes les formations de sciences et des activités physiques et sportives ont adopté le système européen de l'enseignement supérieur appelé LMD en France. Parmi les disciplines scientifiques, celles qui sont enseignées à Lyon 1 sont : actuariat, biochimie, biologie, chimie, génie électrique, informatique, management, mathématiques, mécanique, physique, sciences de la terre, etc. En Santé, l'offre de formation, très large, autorise une professionnalisation en médecine, pharmacie, odontologie, sage-femme et dans six professions paramédicales : kinésithérapeute, ergothérapeute, audioprothésiste, orthophoniste, orthoptiste et psychomotricien.

### Relations internationales
Lyon-1 développe une politique de relations internationales. Elle consacre une part de son budget à la mobilité étudiante et enseignante. En novembre 2012, l’université totalise 121 accords de coopération avec 41 pays, dont les principaux sont le Canada, le Vietnam, le Brésil et la Chine. Elle est aussi membre du programme Ontario Rhône-Alpes, du CREPUQ et du programme Erasmus avec lequel 450 accords sont signés auprès de 260 universités.
Les étudiants ont la possibilité d'effectuer une partie de leur formation à l'étranger. Quant à la fréquentation de Lyon 1 par les étudiants étrangers, elle se situe environ à 12 % des effectifs, ce qui la situe dans la moyenne nationale, mais avec une forte croissance chaque année.
Un premier accord de coopération entre l'université et l’université de médecine de Hanoï est signé le 16 mai 2013.
L'université est aussi partenaire du laboratoire international associé SALADYN créé en 2013.

### Partenariats
L'université est la première en France à signer un accord de partenariat avec Microsoft en 2007, ; cet accord permet entre autres l’utilisation gratuite des logiciels de l'éditeur à des fins pédagogiques via le programme Microsoft Imagine. Elle a également signé d'autres accords comme ceux avec EDF puis GDF en octobre 2014. Elle est membre de Udice depuis sa création.

### Initiative d'excellence
Le conseil d'administration a approuvé par délibération, le 31 mai 2011, la participation de l'université Lyon 1 au projet « Imagine » déposé par le PRES Université de Lyon dans le cadre de l'Idex.
Finalement, l'IDEX est annulée le 29 octobre 2020 par le Ministère.

### La recherche

#### Laboratoires
L'activité de recherche se développe est assurée par 69 unités de recherche : 29 en sciences dures, 32 en sciences du vivant et 7 en sciences humaines et sociales. En outre, l'université travaille en partenariat avec notamment l'ENS de Lyon et les trois écoles d'ingénieurs que sont l'INSA, Centrale et CPE. Il s’agit de la première université française en dépôt de brevet en 2023.
L'université est impliquée dans plus de 30 projets européens labellisés[réf. nécessaire] et a préparé le septième programme-cadre. Elle valorise ses activités de recherche via une filiale privée, « EZUS Lyon », dont elle est actionnaire principale ; son activité annuelle globale dépasse les 23 millions d'euros[réf. nécessaire].

#### Valorisation de la Recherche
Créée en 1990 à l'initiative de l'université, « EZUS Lyon », filiale à statut privé, est chargée de la valorisation des compétences scientifiques et médicales ainsi que de la gestion des collaborations et partenariats établis avec le secteur socio-économique et notamment les industriels.
« Lyon Ingénierie Projets », société à actions simplifiée, filiale de l'université, est une société d'ingénierie spécialisée dans la mise en place et l'accompagnement de projets collaboratifs de recherche et d'innovation technologique.
L'action de « Lyon Ingénierie Projets » apporte à l’université :
- un outil professionnel de captage des financements ;
- une lecture claire et cohérente des sources et modes de financement ;
- une mise en contact avec les acteurs-clés, voire une intégration dans les réseaux existants, permettant à ses laboratoires d'obtenir des financements ;
- une réactivité et une flexibilité accrues, pour répondre aux exigences des différents financeurs ;
- un soutien au développement de partenariats industriels avec des entreprises de toutes tailles et de tous secteurs d'activité.

« Lyon Ingénierie Projets » accompagne les chercheurs et enseignants-chercheurs pour l'analyse et le positionnement stratégique de programmes, la mise en place de partenariats, et le montage et le management de projets.
Afin d'élargir ses possibilités de ressources et accroitre ses partenariats, l'université crée le 5 août 2008 sa fondation d'entreprise.

#### Scientométrie
L'université est classée dans différents classements mondiaux aux rangs suivants :
- 205e université mondiale[25],[26] et des 9-16e premiers établissements français[27] du classement de Shanghaï en 2013 ;
- entre la 75e et la 100e place mondiale en Physique, top 100 en mathématiques, top 150 en sciences de la terre et statistiques, top 200 en Mécanique, Chimie et Biomédical dans le classement thématique de Shanghai en 2021
- entre la 481e et 490e place[28] et à la 40e place en « mécanique et industrie aéronautique[29] » au classement du QS World University Ranking de 2015 ;
- dans le groupe des 301-350e universités mondiales en 2012[30] du Times Higher Education World University Rankings ;

## Vie étudiante

### Évolution démographique
| 1991   | 1992   | 1993   | 1994   | 1995   | 2000   | 2001   | 2002   |
| ------ | ------ | ------ | ------ | ------ | ------ | ------ | ------ |
| 20 435 | 21 538 | 22 642 | 27 045 | 26 831 | 27 437 | 27 072 | 27 194 |

| 2003   | 2004   | 2005   | 2006   | 2007   | 2008   | 2009   | 2010   |
| ------ | ------ | ------ | ------ | ------ | ------ | ------ | ------ |
| 28 034 | 28 474 | 29 138 | 29 522 | 29 856 | 33 267 | 34 364 | 32 215 |

| 2011   | 2012   | 2013   | - | - | - | - | - |
| ------ | ------ | ------ | - | - | - | - | - |
| 32 784 | 33 853 | 33 585 | - | - | - | - | - |

Légende : 2013 = Année scolaire 2013-2014.

### Vie étudiante
L'université dispose d'une soixantaine d'associations étudiantes. Il en existe principalement pour chaque spécialité d'enseignement, ainsi qu'une association sportive, anciens étudiants et écologie. Quatre cybercafés sont aussi à disposition sur l'ensemble des sites.
Le service de restauration étudiante est effectué par le CROUS de Lyon-Saint-Étienne, proposant six Resto U, dix cafétérias et cinq services de restauration à emporter répartis sur tous les sites.
L’Université possède un service de santé universitaire qui offre une offre de soins à ses étudiants avec des médecins, psychiatre, psychologues et infirmiers. Il met également un accent à la prévention par les pairs avec une équipe d’étudiants relais santé (ERS) qui mène des actions de sensibilisation.
Sur le plan culturel et sportif, de nombreuses activités sont proposées aux étudiants comme aux personnels.

## Patrimoine

### Patrimoine immobilier

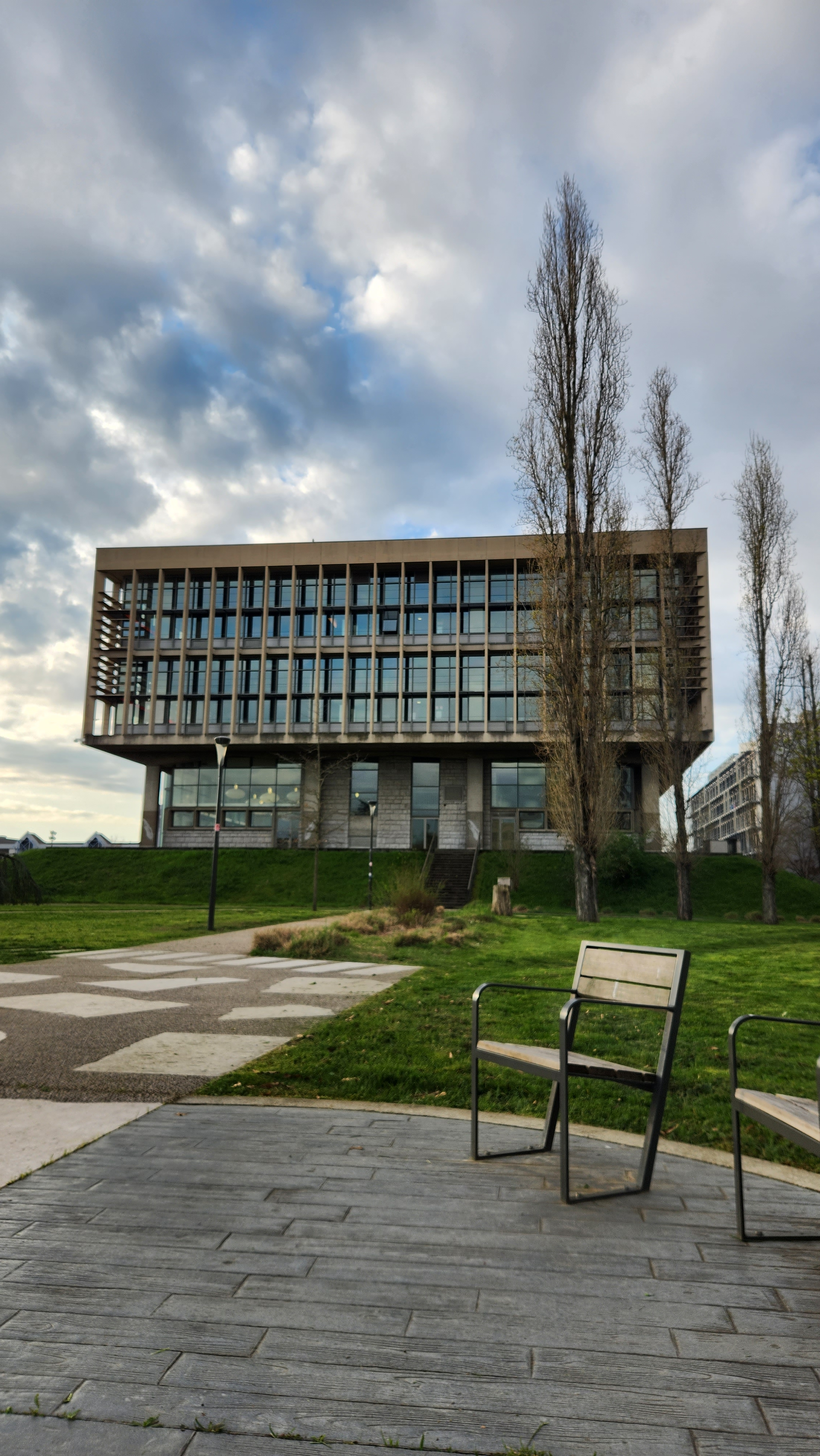
La bibliothèque universitaire de la Doua.

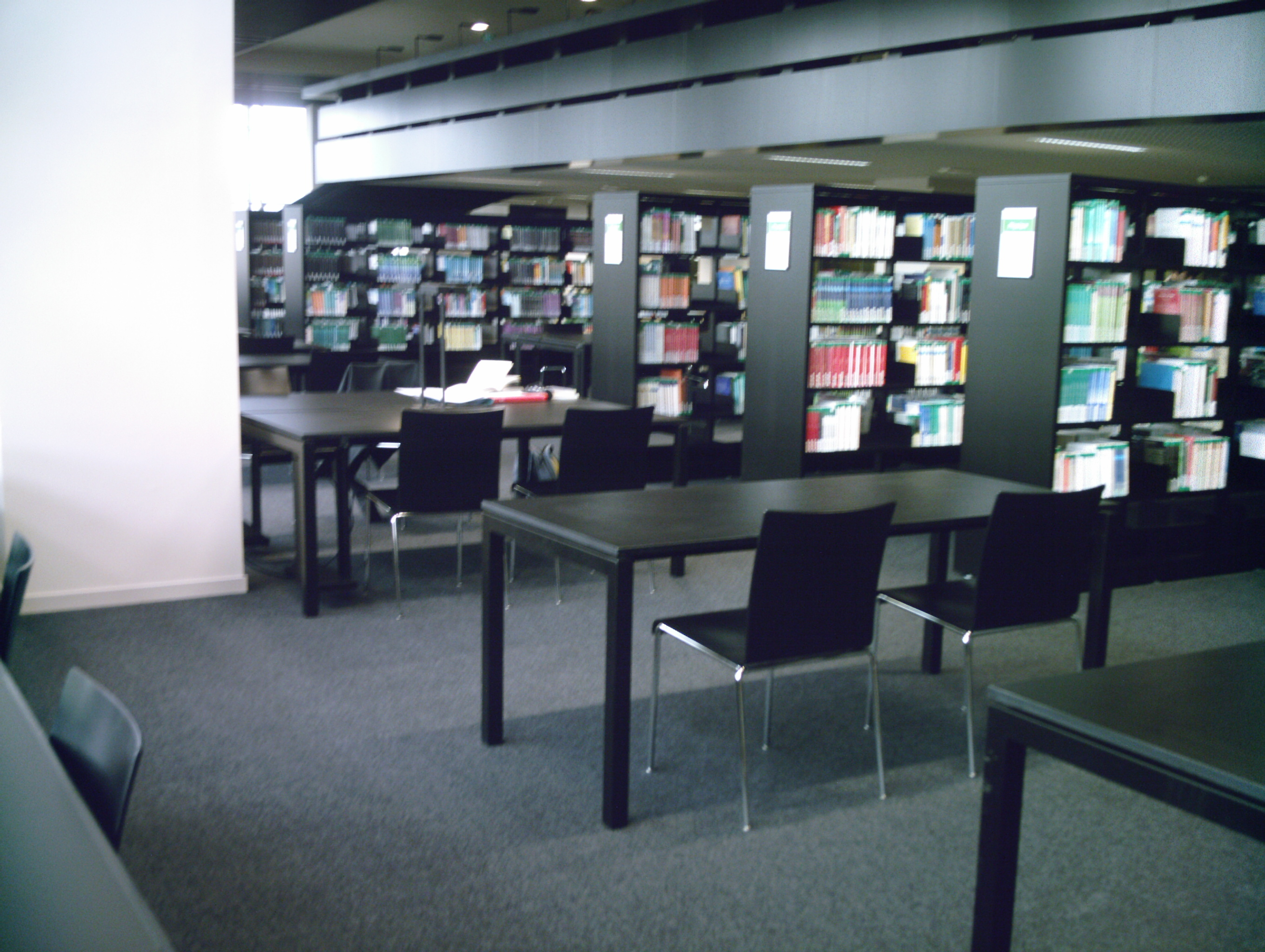
Rayonnage et salle de travail de la bibliothèque.

Le parc immobilier de l’université comprend quelques éléments patrimoniaux particuliers :
- l'observatoire de Lyon, à Saint-Genis-Laval. Ses façades et toitures des bâtiments, les mires astronomiques, les piliers des instruments, les montures équatoriales Eichens et Brunner, le château d'eau avec son moteur à gaz et sa pompe, le sidérostat et sa lunette fixe, le pavillon Lagrange dans sa totalité, le parc et son mur de clôture, ainsi que la galerie souterraine font l’objet d’une inscription au titre des monuments historiques depuis le 9 mai 2007[47]. La lunette équatoriale coudée et le bâtiment qui l'abrite font l’objet d’un classement au titre des monuments historiques depuis le 21 avril 2008[47] ;
- la bibliothèque universitaire du campus de la Doua, conçue par l’architecte Jacques Perrin-Fayolle en 1964[48].

Le parc immobilier de l'université est aussi utilisé pour le tournage de différents films ou téléfilms :
- Dernier amour de Denis Malleval, tourné en 2015 sur le campus de la Doua[49] ;
- Les Rivières pourpres de Mathieu Kassovitz, tourne une scène dans l'amphithéâtre de démonstration de l'institut médico-légal.

### Patrimoine scientifique
L'université est dotée de plusieurs musées rassemblant des collections scientifiques importantes :
- les herbiers de l'université Claude-Bernard Lyon 1 rassemblent plus de quatre millions de plantes séchées[50] ; il s'agit de la deuxième collection universitaire mondiale après celui de l’université Harvard[a 3] ;
- le centre commun des collections de géologie, première collection universitaire française[a 3], abrite plus de dix millions de fossiles[51] ;
- le musée dentaire de Lyon, créé en 1979, abrite une collection d'objets liés à l’odontologie depuis le XVIIIe siècle[52],[a 4] ;
- le musée d'histoire de la médecine et de la pharmacie de Lyon, créé en 1914 par Alexandre Lacassagne, expose les progrès de la médecine[53],[a 4].
- une collection de minéraux constituée de près de 600 espèces minéralogiques[a 5] ;
- une collection de zoologie (UCBLZ) datant de la fin du XIXe siècle[54], avec plusieurs centaines de milliers de spécimens de vertébrés et invertébrés[a 5] ;
- la bibliothèque universitaire de la faculté de sciences comprend plus de 12 400 ouvrages datant de 1516 à 1960, dont un exemplaire rare du De historia stirpivm commentarii insignes de Leonhart Fuchs datant de 1542 et un exemplaire du Astronomia instaurata de Nicolas Copernic imprimé en 1617. Les fonds anciens de la bibliothèque de la faculté de santé rassemblent près de 30 000 ouvrages antérieurs à 1900, remontant pour les plus anciens à 1531[a 6] ;
- le musée Testut-Latarjet, créé en 1854 à l'Hôtel-Dieu[55], déplacé sur le domaine Rockefeller en 1930, puis en 2015 à Rillieux-la-Pape[56], abrite les collections d'anatomie et d'histoire naturelles médicales ;

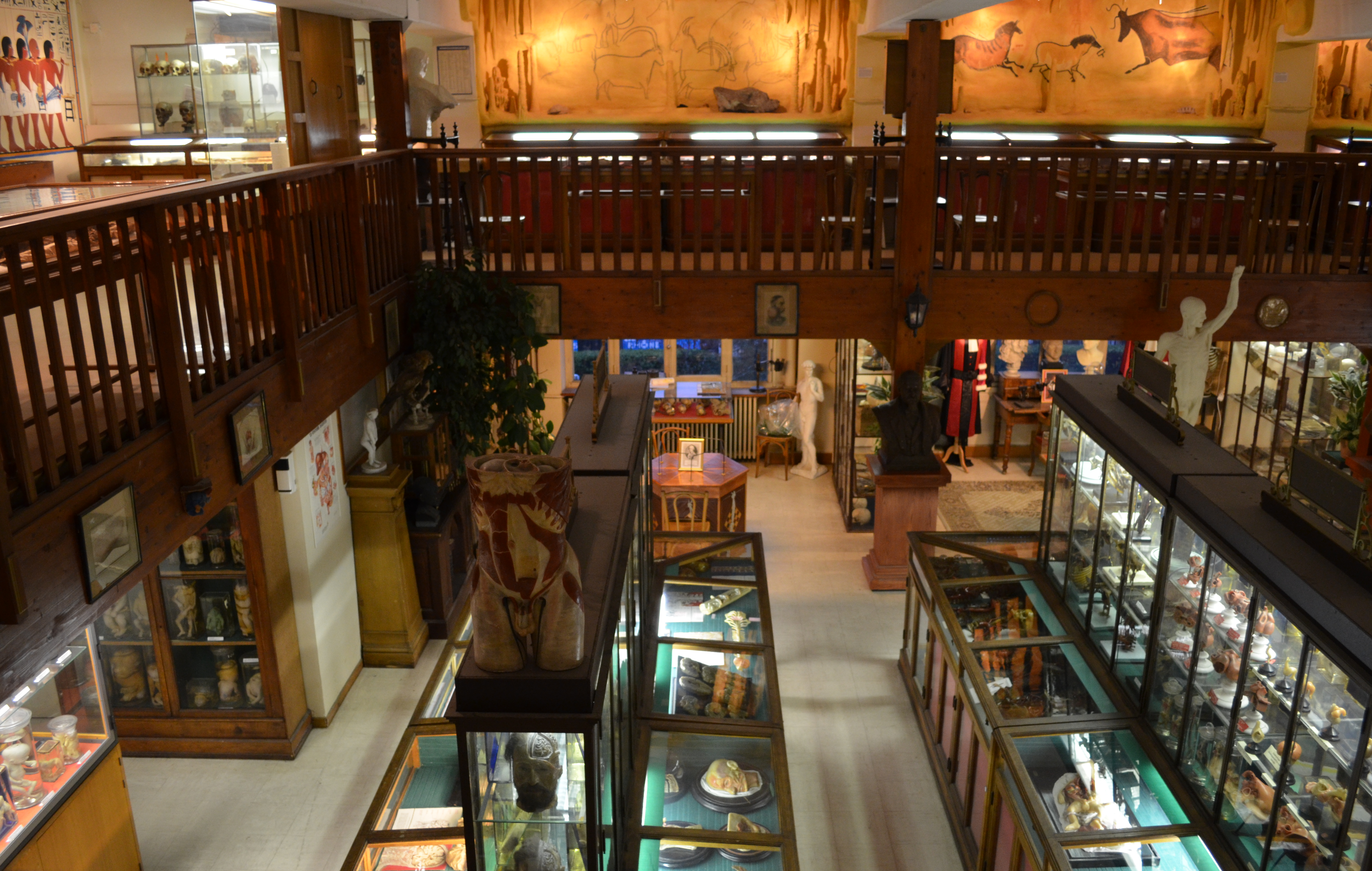
Le musée Testut-Latarjet.

- le droguier de la faculté de médecine de Lyon abrite une collection de près de mille spécimens d'échantillons de pharmacognosie[a 6], les plus anciens datant du XVIIIe siècle et provenant du monde entier ;

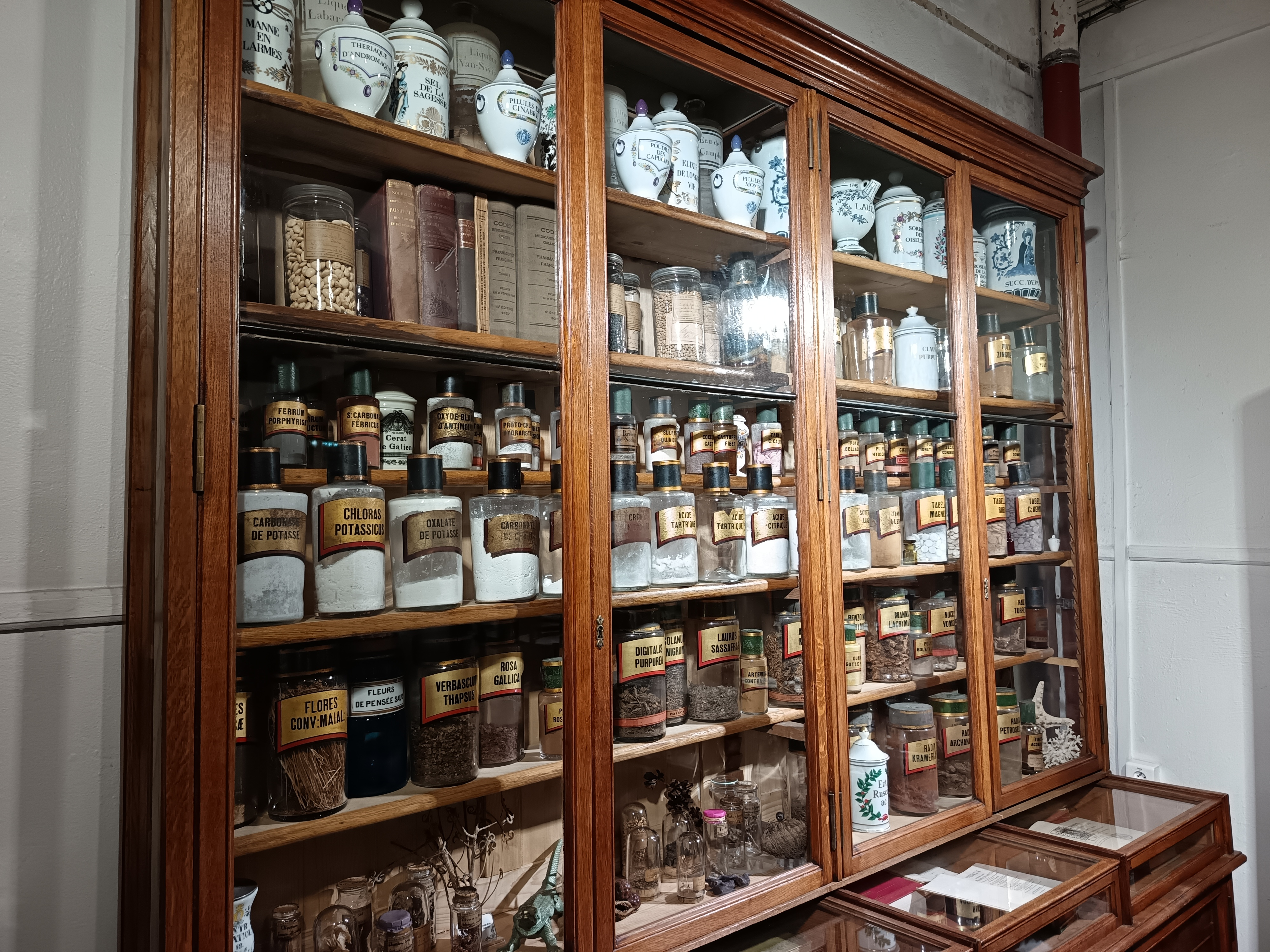
Le Droguier de la faculté de médecine de Lyon.

## Personnalités liées à l'université

### Enseignants
- Jean Braconnier
- Jacques Bichot
- Cédric Villani[57],[58], médaillé Fields en 2010
- Jean-Paul Bret
- Élisabeth Charlaix
- Jacques Charlin
- Lionel Collet
- Ernest Corominas
- Isabelle Daniel
- Corinne Dupont
- Francis Filbet, prix Blaise-Pascal 2012
- Thomas C. Durand
- Hélène Courtois, astrophysicienne
- Nicolas Franck
- François-Noël Gilly
- Alexandre Lacassagne
- Philippe Lebreton
- Philippe Liotard
- René Mornex
- Albert Offret
- Gabriel Pérès
- Thierry Terret
- Léo Testut
- Michelle Zancarini-Fournel

### Étudiants
- Nicolas Hayek[59], président-fondateur de Swatch Group
- Évelyne Heyer, biologiste
- Laurent Carraro
- Refâat Chaâbouni
- Ilham Kadri, PDG de Solvay
- Samah Karaki
- Bernard Accoyer, homme politique français
- Alain Mérieux
- Luc Jacquet
- Victor Grignard, prix Nobel de chimie 1912
- Alexis Carrel, Prix Nobel de médecine
- Philippe Lebreton
- Nouria Salehi, physicienne
- Samira Merai
- Teresa Torres, paléontologue chilienne
- Vincent Monteil
- Abdelkrim Zbidi
- Bruno Bernard, président de la Métropole de Lyon de 2020 à 2026
- Marine Lorphelin, Miss France 2013
- Claire Giry, actuelle présidente de l'Agence nationale de la recherche (ANR), ex-directrice générale déléguée de l'Inserm
- Sylvie Benzoni, directrice de l'institut Poincaré en 2018
- Lazhar Chemli, homme politique tunisien
- Isabelle Daniel
- Nissaf Ben Alaya
- Thérèse Aya N'Dri Yoman, professeure agrégée de médecine et femme politique de Côte d'Ivoire
- Marc Savasta, neurobiologiste français et directeur de recherche à l’Inserm

### Docteurshonoris causa
- Pierre Bourque
- Tim de Zeeuw
- Jean Fréchet
- Giacomo Rizzolatti
- Rafael Correa[60]

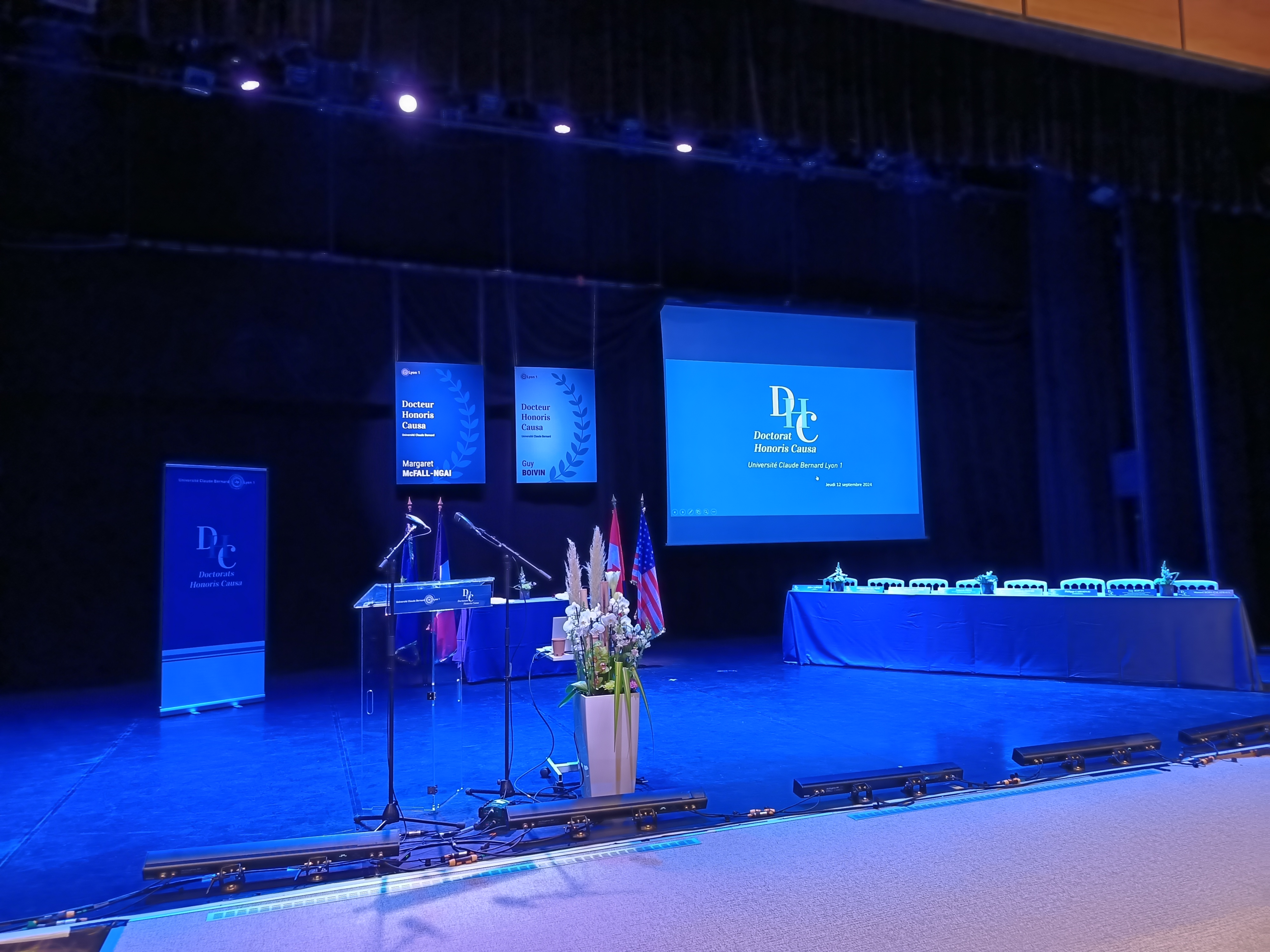
Remise des insignes de doctorat honoris causa en 2024.
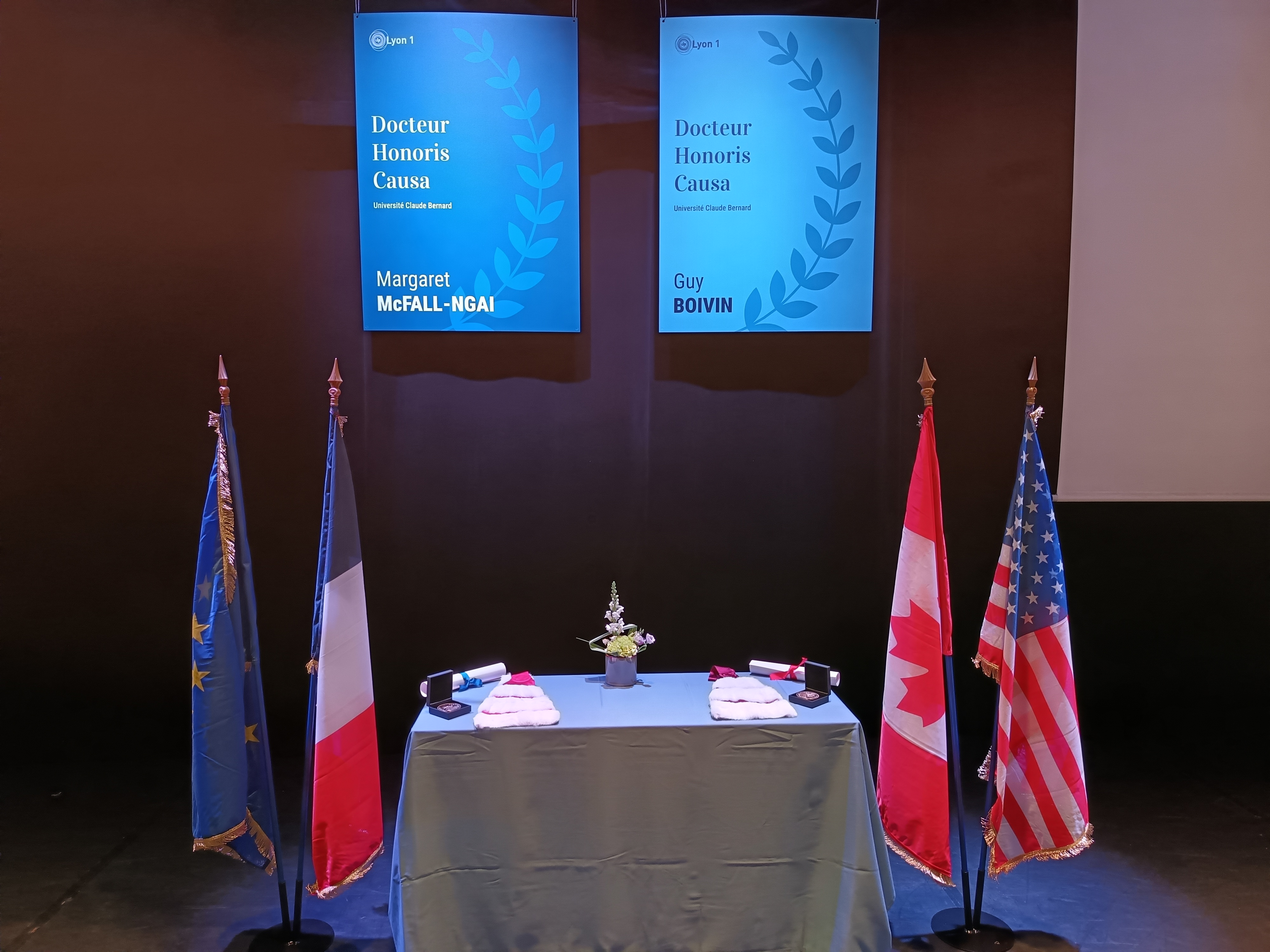
Table présentant officiellement les distinctions.
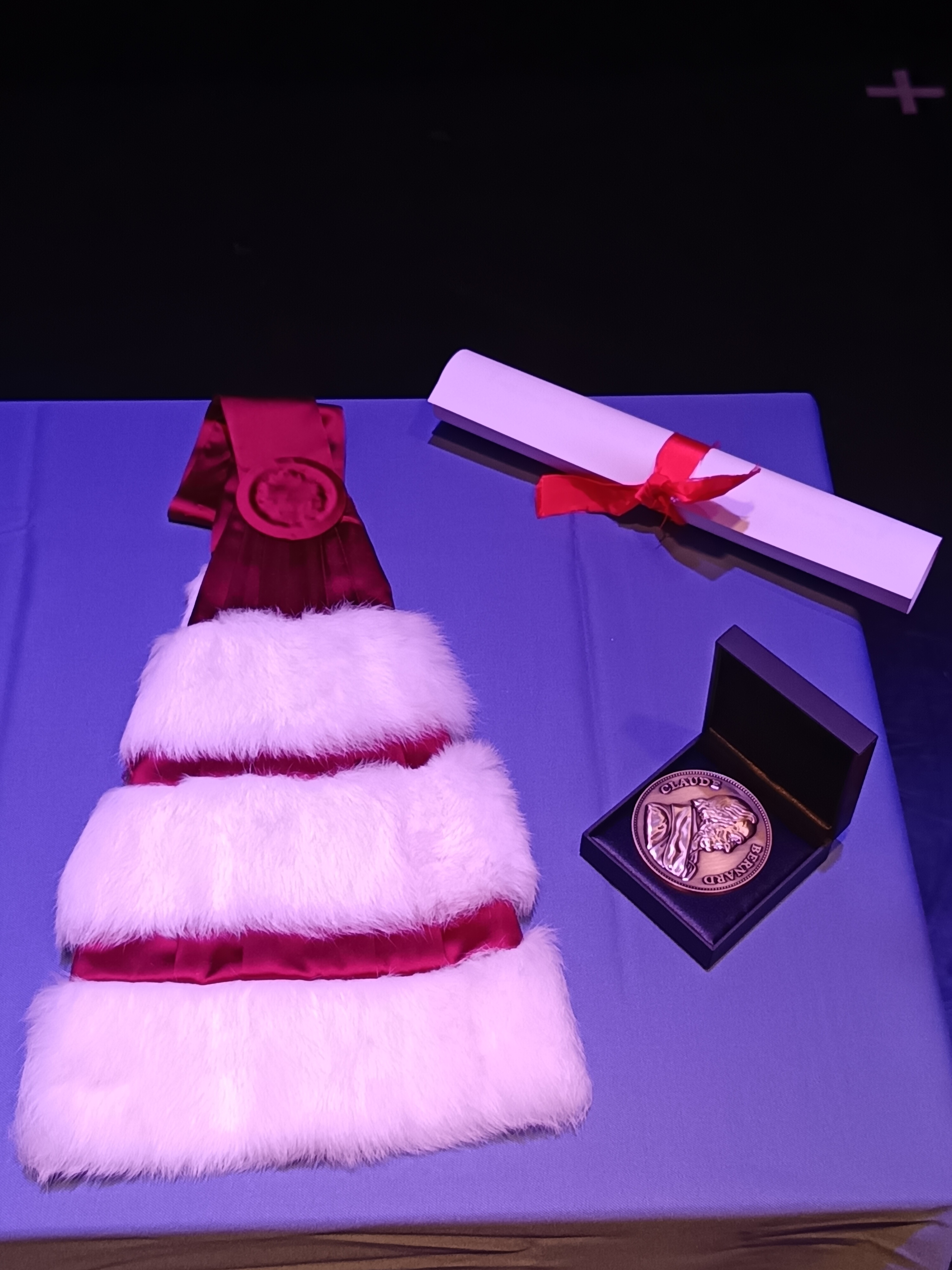
Insigne, diplôme de doctorat honoris causa et médaille de l'université.

## Identité visuelle (logotype)
Les logotypes de l'université ont changé par quatre fois depuis sa création. Celui utilisé depuis 2007 intègre celui des années 1990.

Logotype de l'université dans les années 1980 : le L de Lyon suivi du chiffre 1.
Logotype jusque dans les années 1990.
Logotype en 3D utilisé jusqu'en 2007 : passage en trois dimensions du logotype précédent.
Logotype utilisé de 2007 à nos jours : on conserve l'ancien logotype de l’université dans le cercle.

L’université se voit décerner le prix de la communication corporate par l'association des responsables de communication de l'enseignement supérieur (ARCES) le 7 juin 2013 pour sa campagne de promotion intitulée « Du rêve à la réalité » mettant en scène des enfants du personnel de l'université rêvant de leur future promotion en 2032.

## Sources